# Olympische Sommerspiele 1996/Teilnehmer (Sri Lanka)
| Gelbes Symbol für Goldmedaillen mit stilisierten Olympischen Ringen | Graues Symbol für Silbermedaillen mit stilisierten Olympischen Ringen | Braundes Symbol für Bronzemedaillen mit stilisierten Olympischen Ringen |
| ------------------------------------------------------------------- | --------------------------------------------------------------------- | ----------------------------------------------------------------------- |
| —                                                                   | —                                                                     | —                                                                       |

Sri Lanka nahm an den Olympischen Sommerspielen 1996 in Atlanta, USA, mit einer Delegation von neun Sportlern (fünf Männer und vier Frauen) teil.

## Teilnehmer nach Sportarten

### Leichtathletik
- Chintaki de Zoysa
100 Meter: Vorläufe

- Sugath Thilakaratne
400 Meter: Viertelfinale

- Mahesh Perera
110 Meter Hürden: Vorläufe

- Benny Fernando
Weitsprung: In der Qualifikation ausgeschieden

- Susanthika Jayasinghe
Frauen, 100 Meter: Viertelfinale

- Sriyani Kulawansa
Frauen, 100 Meter Hürden: Viertelfinale

### Schießen
- Pushpamali Ramanayake
Frauen, Luftgewehr: 25. Platz
Frauen, Kleinkaliber, Dreistellungskampf: 36. Platz

- Malini Wickramasinghe
Frauen, Luftgewehr: 44. Platz
Frauen, Kleinkaliber, Dreistellungskampf: 35. Platz

### Wasserspringen
- Janaka Biyanwila
Kunstspringen: 35. Platz